# Tillandsia landbeckii
Tillandsia landbeckii là một loài thuộc chi Tillandsia. Đây là loài đặc hữu của Chile.